# Ludwig Blesson
Johann Ludwig Urban Blesson, född den 27 maj 1790 i Berlin, död där den 20 januari 1861, var en tysk militärskriftställare.
Blesson deltog 1814 och 1815 i tågen till Frankrike och utnämndes 1818 till lärare vid krigsskolan i Berlin. Från 1839 till sin död var han en av direktörerna för den av honom grundade preussiska ränte- och kapitalförsäkringsanstalten. Hans flesta litterära arbeten avhandlar befästningsfrågor. Under de sista fyrtio åren av sitt liv var Blesson redaktör för tidskriften "Militärliteratur-Zeitung". 